# Kreuzanker (Drehgestell)

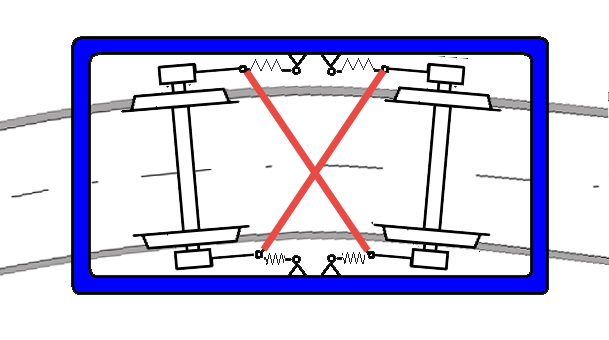
Drehgestell mit radial einstellbaren Achsen. Die Kreuzanker-Stangen sind rot gekennzeichnet.

Als Kreuzanker werden zwei Stangen bezeichnet, die in einem Eisenbahn-Drehgestell kreuzweise und gelenkig zwischen den beiden Radsätzen angebracht sein können. Die Stangen verbinden die beiden diagonal gegenüberliegenden Achslagerträger und bewirken, dass sich in Fahrtrichtung am Drehgestell nicht gefesselte Radsätze immer gegengleich um die Hochachse auslenken. Das gegengleiche Auslenken bewirkt bei Bogenfahrten, dass sich die Radsätze radial bezüglich des Bogenmittelpunktes ausrichten. Der Kreuzanker wurden vom deutsch-südafrikanischen Eisenbahningenieur Herbert Scheffel erfunden und erstmals im Drehgestell Bauart Scheffel angewandt, das 1975 patentiert wurde.